# Darzu ist erschienen der Sohn Gottes, BWV 40

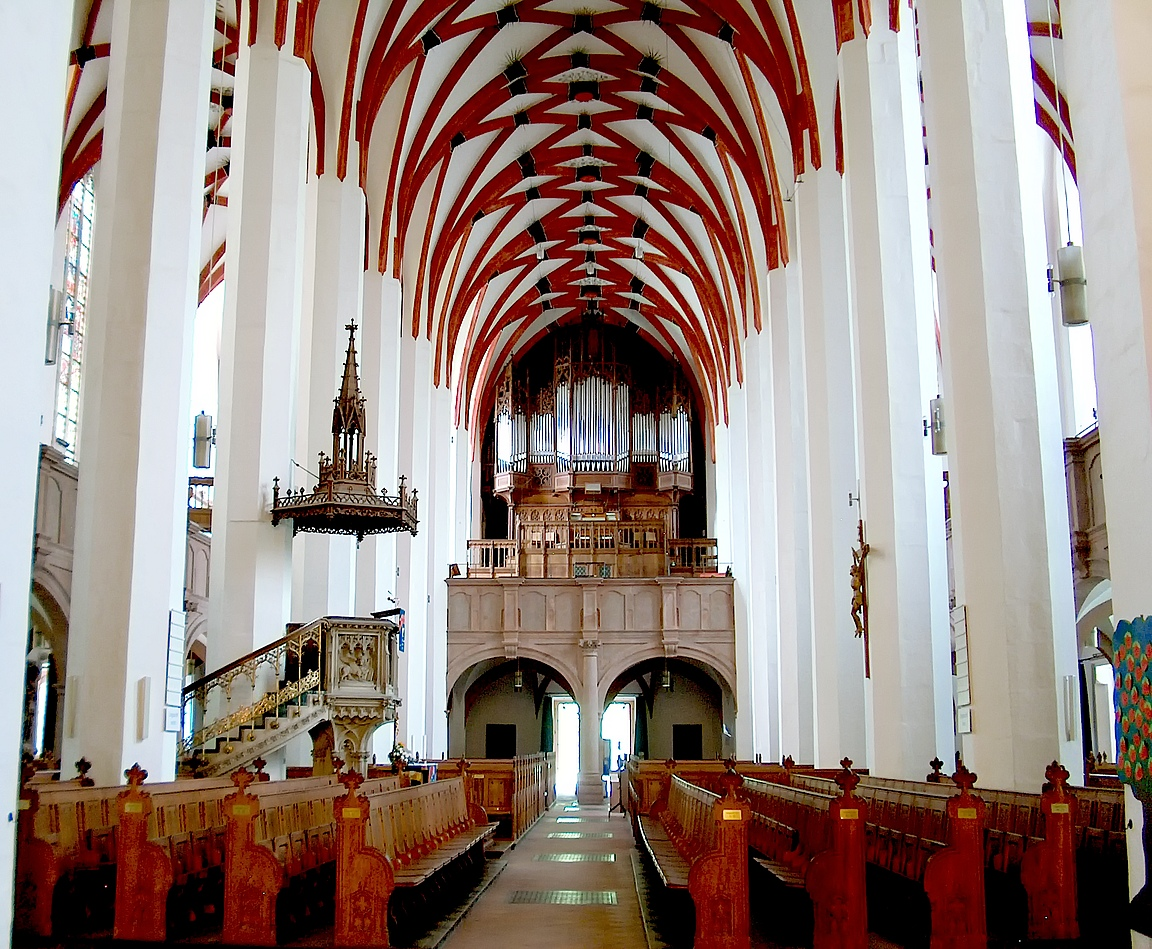
Thomaskirche, Leipzig.

Darzu ist erschienen der Sohn Gottes, BWV 40 (Para esto ha venido el Hijo de Dios) es una cantata de iglesia escrita por Johann Sebastian Bach en Leipzig para el segundo día de Navidad, que ese año coincidió con el día de San Esteban, y estrenada el 26 de diciembre de 1723 en las dos iglesias principales, Thomaskirche y Nikolaikirche. Esta fue la primera cantata de Navidad que Bach compuso en Leipzig. El título de la cantata también aparece en alemán más moderno como Dazu ist erschienen der Sohn Gottes.
El tema de la obra es Jesús como vencedor sobre las obras del diablo, que es mencionado con frecuencia como la serpiente. La música está festivamente orquestada, incorporando dos trompas, de forma similar a la cuarta parte de Oratorio de Navidad que Bach compuso posteriormente. El texto de un poeta desconocido se organiza en ocho movimientos, comenzando con un movimiento coral sobre el texto bíblico, seguido de una secuencia de recitativos y arias que está estructurada en tres estrofas procedentes de tres himnos diferentes. Sólo dos de estos himnos son carols de Navidad. Bach utilizó el coro inicial para la conclusión de Cum Sancto Spiritu en su Misa en fa mayor, BWV 233 de 1738.

## Historia
Bach compuso esta obra en 1723, durante su primer año como Thomaskantor en Leipzig, para el segundo día de Navidad. 
En este mismo día Leipzig celebraba la Navidad y la festividad del mártir St. Stephanus (San Esteban) en años alternos, con diferentes lecturas. 
Esta fue la primera cantata de Navidad que Bach compuso en Leipzig. Fue interpretada por primera vez el 26 de diciembre de 1723, y una vez más, en 1746 o 1747. Para la temporada navideña de 1723, desde el primer día de Navidad hasta la Epifanía, Bach había interpretado un programa de seis cantatas, cinco de ellas de nueva composición, y otras dos grandes piezas corales:
- 25 de diciembre
  - Servicio principal: Christen, ätzet diesen Tag, BWV 63 y un nuevo Sanctus en re mayor, BWV 238.
  - Servicio de vísperas: BWV 63 y el Magnificat in E-flat major, BWV 243a
- 26 de diciembre: esta cantata
- 27 de diciembre: Sehet, welch eine Liebe hat uns der Vater erzeiget, BWV 64
- 1 de enero: Singet dem Herrn ein neues Lied, BWV 190
- 2 de enero: Schau, lieber Gott, wie meine Feind, BWV 153
- 6 de enero: Sie werden aus Saba alle kommen, BWV 65

Las cantatas se interpretaban dos veces en los días festivos principales en el servicio principal, alternando en una de las dos grandes iglesias de Leipzig, Thomaskirche y Nikolaikirche, y en el servicio de vísperas en la otra.
Bach parodió el primer movimiento de esta cantata en la fuga Cum Sancto Spiritu de su Misa en fa mayor, BWV 233 de 1738.

## Análisis

### Texto

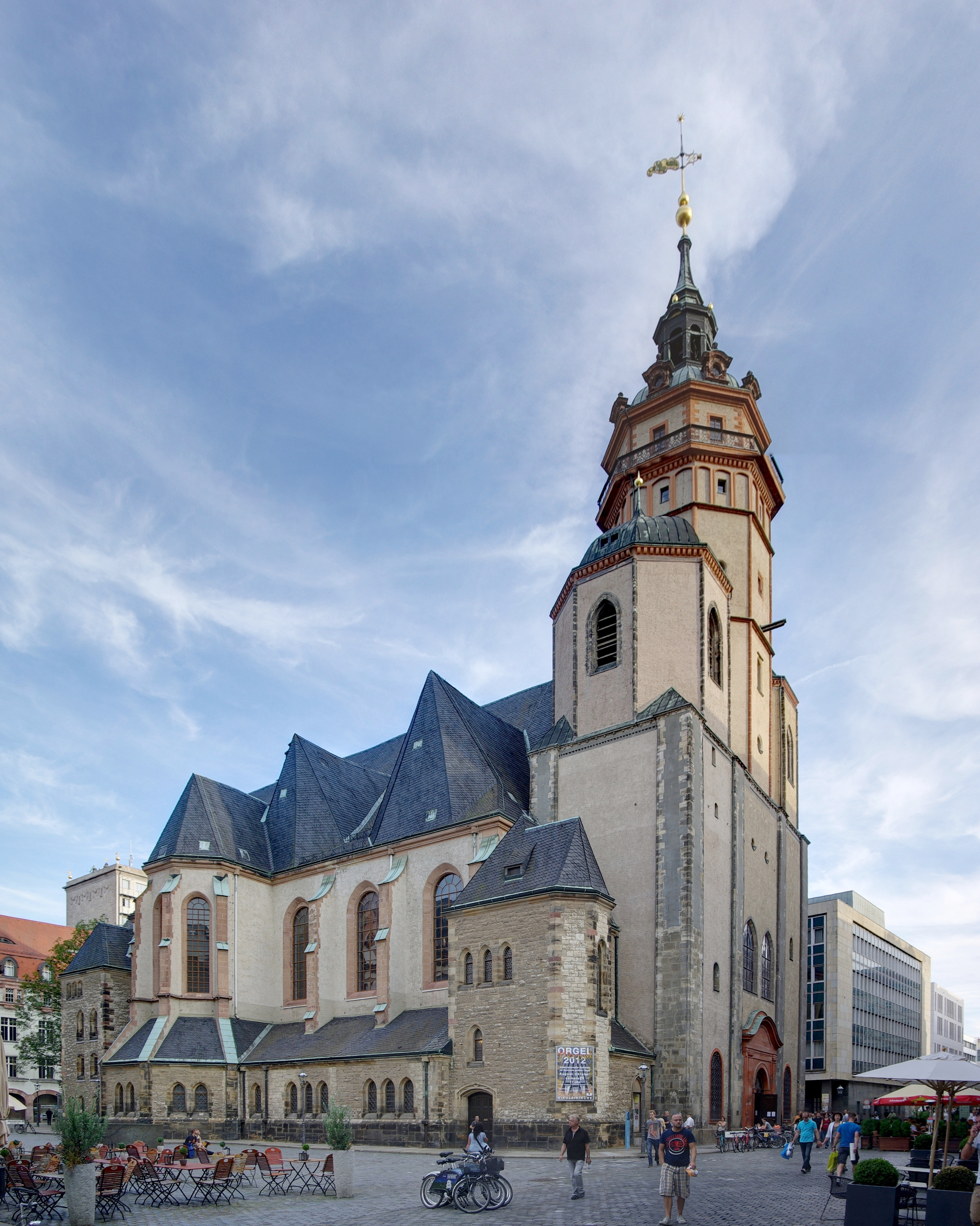
Nikolaikirche, Leipzig 2012.

Las lecturas establecidas para ese día eran de la primera epístola de Juan, "Dios es amor" (1 Juan 4:16-21), y del evangelio según San Lucas, la parábola del rico epulón y el pobre Lázaro (Lucas 16:19-31).
Mientras la primera cantata de Bach para esta misma ocasión, Die Elenden sollen essen, BWV 75 (1723), se había concentrado en el contraste entre ricos y pobres y la segunda, O Ewigkeit, du Donnerwort, BWV 20 (1724), había reflexionado sobre el arrepentimiento; el tema de Brich dem Hungrigen dein Brot era ser agradecidos por los dones de Dios y compartirlos con los necesitados.
Por su parte, para el día de San Esteban las lecturas establecidas eran de los Hechos de los Apóstoles, el martirio de San Esteban (Hechos 6:8-7,22, Hechos 7:51-59), y del evangelio según San Mateo, Jerusalén matando a sus profetas (Mateo 23:35-39). 
El texto de la cantata de autor desconocido no se relaciona con el martirio, sino que representa de forma general a Jesús como vencedor sobre las obras del diablo. El texto cita la Biblia en el movimiento 1, un versículo de la primera epístola de Juan (1 Juan 3:8). La poesía contemporánea alude a la Biblia en diversas ocasiones, el movimiento 2 se basa en el evangelio según San Juan (Juan 1:14). El movimiento 5 refleja la narrativa sobre la creación (Génesis 3:15); la imagen de la serpiente también se emplea en los movimientos 4 y 6. El movimiento 7 finalmente toma una línea del evangelio del día, el versículo 37, "Cuántas veces he querido reunir a los hijos, como la gallina junta a sus polluelos bajo las alas".
Un mínimo de tres estrofas del coral procedentes de tres himnos diferentes forman parte de la estructura: 
- el movimiento 3 es la estrofa 3 de "Wir Christenleut habn jetzund Freud" escrito por Kaspar Füger en 1592;[12]
- el movimiento 6 es la estrofa 2 de "Schwing dich auf zu deinem Gott" escrito por Paul Gerhardt en 1648;[13] y
- el coral final es la cuarta y última estrofa de "Freuet euch, ihr Christen alle" escrito por Christian Keymann en 1646.[14]

Esto es algo inusual; muchas de las cantatas de Bach incluyen solamente una estrofa de un coral para la conclusión, y la cantata interpretada el día anterior, Christen, ätzet diesen Tag, BWV 63, una obra temprana compuesta en Weimar, no contenía coral alguno. Durante la temporada navideña de 1723, Bach utilizó la estructura de tres estrofas de coral, por otra parte inusual en sus cantatas, en otras dos ocasiones: en Sehet, welch eine Liebe hat uns der Vater erzeiget, BWV 64 y en Schau, lieber Gott, wie meine Feind, BWV 153. Utilizó la estructuración de grandes obras en escenas que se cierran mediante el coral más tarde en sus Pasiones y en su Oratorio de Navidad, BWV 248. En la presente cantata, la primera inserción se hace desde el himno que Bach más tarde usaría al final de la tercera parte de su Oratorio de Navidad, cantado sobre la melodía anterior (1589) de un compositor anónimo. La segunda inserción no es desde un himno navideño, pero como trata sobre la "alte Schlange" (antigua serpiente) encaja con el contexto. Es cantado sobre una melodía posiblemente compuesta por Friedrich Funcke. El coral final se canta sobre una melodía de Andreas Hammerschmidt, publicada en su colección Vierter Theill Musicalischer Andachten (Cuarta parte de meditaciones musicales) en Freiberg, Sajonia (1646).

### Instrumentación
La obra está escrita para tres solistas vocales (soprano, alto y bajo) y un coro a cuatro voces; dos trompas (corni da caccia), dos oboes, dos violines, viola y bajo continuo. Bach empleó también un par de trompas en sus cantatas para Navidad Sie werden aus Saba alle kommen, BWV 65 y Gelobet seist du, Jesu Christ, BWV 91 en 1724, así como en la cuarta parte de su Oratorio de Navidad, BWV 248.

### Estructura
Consta de ocho movimientos, organizados en dos partes para ser interpretadas antes y después del sermón.
1. Coro: Darzu ist erschienen der Sohn Gottes
2. Recitativo (tenor): Das Wort ward Fleisch
3. Coral: Die Sünd macht Leid
4. Aria (bajo): Höllische Schlange, wird dir nicht bange?
5. Recitativo (alto): Die Schlange, so im Paradies
6. Coral: Schüttle deinen Kopf und sprich
7. Aria (tenor): Christenkinder, freuet euch!
8. Coral: Jesu, nimm dich deiner Glieder

Conforme al musicólogo Julian Mincham, la cantata tiene tres secciones, cada una de las cuales concluye con un coral:
- Coro, recitativo, coral: "El propósito de Cristo en un mundo de pecado"
- Aria, recitativo, coral: "Las acciones de Cristo para disipar a satán"
- Aria, coral: "La alegría cristiana consiguiente"

Bach empleó material de los corales en su propia composición, por ejemplo derivó el primer motivo de la trompa del principio de la melodía del primer coral. Esto indica que él había elegido la estructura antes de comenzar la composición.
El coro inicial en fa mayor es un arreglo del texto corto "Dazu ist erschienen der Sohn Gottes, daß er die Werke des Teufels zerstöre" (Para esto apareció el Hijo de Dios, para deshacer las obras del diablo). Klaus Hofmann indica que: "Esta labor de destrucción se retrata en el coro mediante notas percusivas repetidas y coloratura extendida, pero todos estos elementos ilustrativos se subordinan a un espíritu festivo navideño". Las trompas abren el ritornello con un breve motivo a modo de señal que es tomado por los oboes y la cuerda. El movimiento se asemeja a un preludio y fuga, puesto que el texto es presentado primero homofónicamente con una repetición del comienzo del ritornello, repetido más tarde como una fuga, y finalmente repetido en el estilo del madrigal similar a la primera sección.

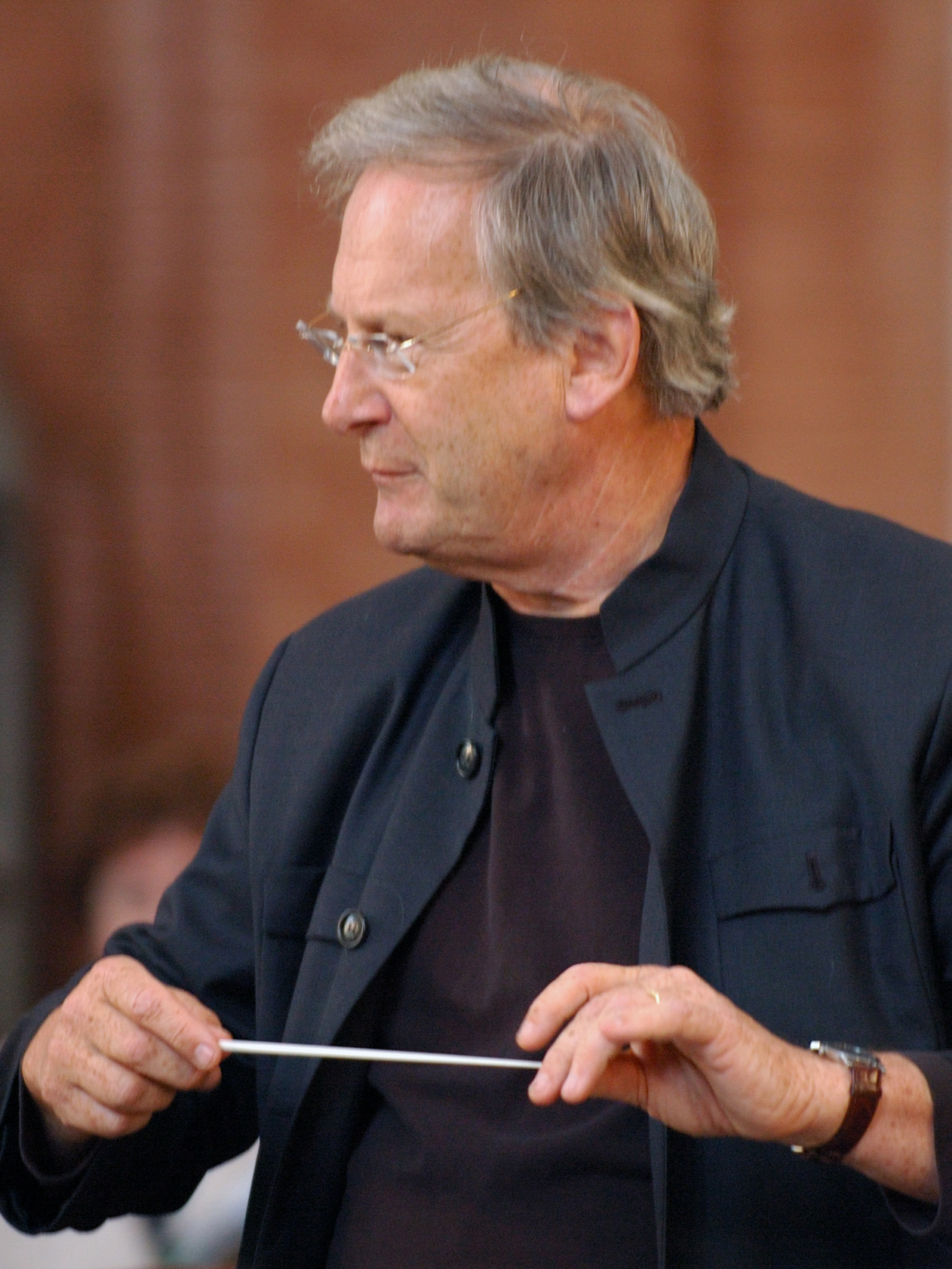
John Eliot Gardiner, 2007

John Eliot Gardiner, que dirigió esta y otras cantatas de Navidad durante el Bach Cantata Pilgrimage con el Coro Monteverdi en 2000, compara el estilo del movimiento al stile concitato (estilo excitado) de Claudio Monteverdi y señala su "vigoroso respaldo a la campaña militar contra el pecado y el diablo instituida con el nacimiento de Jesús". El texto que trata sobre las "obras del diablo" es interpretado en notas repetidas tanto en la sección de preludio como la de fuga; la destrucción se ilustra en ambas secciones mediante coloraturas retorcidas, casi como una serpiente, pero el texto "Darzu ist erschienen der Sohn Gottes" está adornado por un nuevo tema calmado que es introducido por el tenor, seguido de bajo, soprano y contralto, sólo acompañado por el bajo continuo. Después el tema contrasta con los otros dos elementos que representan las obras del diablo y la destrucción; resplandece prácticamente durante todo la fuga.
El breve recitativo secco, cantado por el tenor que es la voz típica para la narración del Evangelista, transmite el mensaje "Das Wort ward Fleisch und wohnet in der Welt" (El Verbo se hizo carne y habitó en el mundo). El coral, escrito a cuatro voces, vuelve al concepto de pecado, "Die Sünd macht Leid" (El pecado produce sufrimiento). La línea de bajo se eleva para afirmar la última línea "Wer ist, der uns als Christen kann verdammen?" (¿Quién nos condenaría como cristianos?).
El aria para bajo "Höllische Schlange, wird dir nicht bange?" (Infernal serpiente, ¿no temes?) va acompañada por oboes y cuerda. Hofmann la describe como un "solo de bajo operístico, de amplio alcance, triunfante sobre la 'serpiente infernal'. El recitativo accompagnato "Die Schlange, so im Paradies" (La serpiente que en el Paraíso) explica que el pecado ha sido redimido. El segundo coral "Schüttle deinen Kopf und sprich" (Sacude la cabeza y di) también es un arreglo a cuatro voces. La vívida línea de bajo ilustra el aplastamiento de la cabeza de la serpiente
El aria para tenor "Christenkinder, freuet euch!" (¡Alegraos, cristianos!) va acompañada por trompas y oboes y subraya las palabras "freuet" (alegraos) mediante coloraturas extendidas y "erschrecken" (aterrorizar) mediante silencios repentinos. Refleja el ambiente alegre del principio del coro. La cantata concluye con "Jesu, nimm dich deiner Glieder" (Jesús, toma a los tuyos), un coral a tres voces, que pide a Jesús más apoyo en el nuevo año. Durante varios pasajes, la línea de bajo se mueve para ilustrar la alegría y la felicidad. La armonización comienza en fa menor, cambia en varias ocasiones de acuerdo con las palabras y alcanza fa mayor en la última palabra "Genadensonne" (Sol de misericordia).

## Discografía selecta
De esta pieza se han realizado una serie de grabaciones entre las que destacan las siguientes.
- 1964 – Les Grandes Cantatas de J.S. Bach Vol. 20. Fritz Werner, Heinrich-Schütz-Chor Heilbronn, Pforzheim Chamber Orchestra, Claudia Hellmann, Georg Jelden, Jakob Stämpfli (Erato)
- 1970 – Die Bach Kantate Vol. 62. Helmuth Rilling, Figuralchor of the Gedächtniskirche Stuttgart, Bach-Collegium Stuttgart, Verena Gohl, Adalbert Kraus, Siegmund Nimsgern (Hänssler)
- 1975 – J.S. Bach: Das Kantatenwerk Vol. 3. Gustav Leonhardt, Knabenchor Hannover, Leonhardt-Consort, René Jacobs, Marius van Altena, Max van Egmond (Teldec)
- 1981 – Bach Made in Germany Vol. 4: Cantatas IX. Hans-Joachim Rotzsch, Thomanerchor, Neues Bachisches Collegium Musicum, Ortrun Wenkel, Peter Schreier, Siegfried Lorenz (Eterna)
- 1996 – Bach: Cantata Advent/Cantata Christmas. Wolfgang Kelber, Heinrich-Schütz-Ensemble München, Monteverdi-Orchester München, Reiner Schneider-Waterberg, Kobie van Rensburg, Christian Hilz (Calig-Verlag)
- 1998 – J.S. Bach: Complete Cantatas Vol. 8. Ton Koopman, Amsterdam Baroque Orchestra & Choir, Bogna Bartosz, Jörg Dürmüller, Klaus Mertens (Antoine Marchand)
- 1999 – Bach Christmas Cantatas. Craig Smith, Emmanuel Music, Gloria Raymond, Frank Kelley, Mark McSweeney (Koch International)
- 2000 – Bach Edition Vol. 15: Cantatas Vol. 8. Pieter Jan Leusink, Holland Boys Choir, Netherlands Bach Collegium, Sytse Buwalda, Marcel Beekman, Bas Ramselaar (Brilliant Classics)
- 2000 – J.S. Bach: Cantatas Vol. 15 BWV 40, 60, 70, 90. Masaaki Suzuki, Bach Collegium Japan, Robin Blaze, Gerd Türk, Peter Kooy (BIS)
- 2000 – Bach Cantatas Vol. 14. John Eliot Gardiner, Monteverdi Choir, English Baroque Soloists, Robin Tyson, James Gilchrist, Peter Harvey (Soli Deo Gloria)
- 2018 - Proyecto All About Bach.